# Nationaldemokratische Partei Deutschlands (DDR)
De Nationaldemokratische Partei Deutschlands (NDPD, Nationaaldemocratische Partij van Duitsland) was een Oost-Duitse partij, opgericht op 16 augustus 1948 in de Sovjet-bezettingszone in opdracht van de communistische SED.
De partijleden bestonden uit oud-Wehrmacht-officieren en vroegere nazi's. Ook trok de partij veel ambtenaren aan. In 1949 werd de NDPD een zogenaamde 'Blokpartij' en lid van het Nationaal Front. Van 1949 tot 1989 had de NDPD 52 zetels in de Volkskammer, leverde zij diverse malen ministers, vicepremiers en plaatsvervangend Voorzitters van de Staatsraad.
In de beginjaren was de functie van de NDPD duidelijk: ervoor zorgen dat oud-soldaten (waaronder veel krijgsgevangenen) en oud-nazi's zich dienstbaar zouden opstellen ten opzichte van de staat. De partij maakte zich sterk voor een landhervorming en de nationalisering van de bodemschatten, alsook de beëindiging van de discriminatie van ex-nazi's. Na het overlijden van de eerste generatie NDPD'ers, werd de rol van de NDPD onduidelijker. De partij wist zich staande te houden door veel ambtenaren, artiesten, kunstenaars en kleine ondernemers als partijleden te werven (uiteraard met toestemming van de SED). Hierdoor was het voortbestaan van de NDPD in de socialistische DDR verzekerd.
De partij was georganiseerd volgens het principe van het democratisch centralisme en hield om de vijf jaar een partijconferentie (vergelijkbaar met een partijcongres). Tijdens een partijconferentie koos men een Hoofdcomité (Hauptausschuss) en een partijvoorzitter. Het Hoofdcomité bestuurde de partij tussen de partijconferenties in. Uit zijn midden koos het Hoofdcomité een Presidium (Präsidium) (20 leden) en een Secretariaat (Sekretariat) (10 leden).
Omstreeks 1989 telde de NDPD 110.000 leden. Na de val van de Berlijnse Muur stapte de NDPD uit het Nationale Front en werd een oppositiepartij. Bij de Volkskammer-verkiezingen behaalde de partij maar twee zetels. In oktober 1990 ging de NDPD op in de Freie Demokratische Partei (FDP).
Een bekende oud-Wehrmacht-generaal die vicevoorzitter van de NDPD was, was luitenant-generaal Vincenz Müller.

## Buitenlandse contacten
De NDPD onderhield contacten met de Partij van de Slowaakse Wedergeboorte (Strana slovenskej obrody, SSO) in het Oostblok en de Nationale Coalitiepartij (Kansallinen Kokoomus, KOK) in (het toen neutrale) Finland.

## Feiten en cijfers[1]
- Beroepsstructuur:
  - 40,1% - Publieke sector (ambtenaren, technici, dienstverlenenden etc.)
  - 17,3% - Arbeiders
  - 17,0% - Handwerkers en middenstanders
  - 6,6% - Geestelijke beroepen
  - 4,3% - Boeren
  - 0,8% - Kleine ondernemers
  - 13,9% - Overige beroepen

- Vrouwenaandeel:
  - 34,4%

- Leeftijdsaandeel:
  - geen officiële opgave

- Partijconferenties:[2]
  - 1e Partijconferentie - 23/6-25/6/1949 - Halle
  - 2e Partijconferentie - 15/6-17/6/1950 - Leipzig
  - 3e Partijconferentie - 16/6-18/6/1951 - Leipzig
  - 4e Partijconferentie - 16/6/1952 - Leipzig
  - 5e Partijconferentie - 16/10-18/10/1953 - Leipzig
  - 6e Partijconferentie - 15/9-17/9/1955 - Leipzig
  - 7e Partijconferentie - 22/5-24/5/1958 - Leipzig
  - 8e Partijconferentie - 26/5-28/5/1963 - Erfurt
  - 9e Partijconferentie - 21/9-23/9/1967 - Maagdenburg
  - 10e Partijconferentie - 19/4-21/4/1972 - Potsdam
  - 11e Partijconferentie - 21/4-23/4/1977 - Leipzig
  - 12e Partijconferentie - 22/4-24/4/1982 - Leipzig
  - 13e Partijconferentie - 7/5-9/5/1987 - Leipzig

Lijst van voorzitters van de NDPD
| Lothar Bolz      | 1948-1972 |
| Heinrich Homann  | 1972-1989 |
| Günter Hartmann  | 1989-1990 |
| Wolfgang Glaeser | 1990      |
| Wolfgang Rauls   | 1990      |

NDPD-politici (selectie)
- Wilhelm Adam (kolonel, minister van Financiën van Saksen)
- Siegfried Dallmann (minister van Financiën van Brandenburg)
- Wilhelm Feldmann (minister van Lichte Industrie)
- Arno von Lenski (generaal-majoor van het NVA)
- Vincenz Müller (luitenant-generaal, stafchef van de militaire volkspolitie)

## Verwijzingen
1. ↑  Die "befreundeten Parteien" der SED, door: Peter-Joachim Lapp, 1988, blz. 33-34
2. ↑  Die "befreundeten Parteien" der SED, door: Peter-Joachim Lapp, 1988, blz. 60